# Itxaso Martin
Itxaso Martín Zapirain (San Sebastián, 1981) es una antropóloga y escritora donostiarra, licenciada en Comunicación Audiovisual y Antropología Social y Cultural. En 2012 la editorial Elkar publicó su novela Ni, Vera.

## Carrera
Itxaso Martin es licenciada en Comunicación Audiovisual y Antropología Social y Cultural. Ha trabajado en Euskal Irrati Telebista y en Hamaika Telebista.
En 2012 publicó su primera obra literaria, Ni, Vera, abordando un tema duro y complejo como la locura. El punto de partida de la novela está en la historia de la bisabuela de Itxaso, que estuvo 51 años en un psiquiátrico desde los 40 hasta su muerte.  Una situación personal le llevó a investigar sobre su bisabuela, a acudir al psiquiátrico y a leer informes sobre ella. La novela está compuesta por dos partes diferentes, en la primera Martina es la protagonista y siente, con gran temor, que se está volviendo loca. La segunda parte está protagonizada por Vera, personaje basado en la historia de la bisabuela de Itxaso. La escritora ha intentado unir ambas partes a través de juegos de voces. Este libro obtuvo en 2013 el Premio Euskadi de Plata otorgado por la Asociación de Libreros de Guipúzcoa.
El mismo punto de partida tiene su tesis, dirigida por Mari Luz Esteban Galarza, Eromena, azpimemoria eta isiltasuna(k) idazten: hutsune bihurtutako emakumeak garaiko gizartearen eta moralaren ispilu (Escribiendo la locura, la submemoria y el/los silencio/s: mujeres devenidas vacío como espejo del orden social y moral). En este trabajo se aborda el tema de las mujeres consideradas "locas" y recluidas en psiquiátricos durante el franquismo y el silencio sobre ello. Este estudio, elaborado desde un punto de vista feminista, demuestra que muchas mujeres que rompían el rol hegemónico condicionado por la moral y la sociedad de la época eran llevadas al psiquiátrico. Con este trabajo recibió en 2016 el premio Micaela Portilla Vitoria a la mejor tesis sobre Estudios Feministas o Investigaciones de Género de la UPV/EHU (4ª edición). Fue publicado en 2017 por el Servicio de Publicaciones de la Universidad del País Vasco/Euskal Herriko Unibertsitatea.

## Obra
- Ni, Vera, Elkar, 2012 (Dos veces Vera, Lunwerg, 2025)
- Eromena, azpimemoria eta isiltasuna(k) idazten: "hutsune" bihurtutako emakumeak garaiko gizartearen eta moralaren ispilu Servicio de Publicaciones de la Universidad del País Vasco, 2017
- Puntobobo, Erein, 2024